# Classe Chasseur 5
La classe Chasseur 5 est le nom donné à une série de 17 petites unités de la Marine nationale destinée à la  lutte anti-sous-marine dit "chasseur de sous-marin", mis en chantier en 1938.

## Histoire
Le programme de 1937 avait prévu la construction d’un nouveau type de chasseurs de qsous-marins à coque en acier pour remplacer les vieux chasseurs américains de type C1, à coque en bois, de la Première Guerre mondiale et la classe C 101 construite en France pour opérer au large. Ces nouvelles unités font suite aux quatre unités du type Chasseur 1.
Les chasseurs Carentan, Calais et Dielette des FNFL participeront au raid sur Dieppe le 19 août 1942.

## Les unités
| Nom         | Chantier                                  | Lancement               | Service                       | Royal Navy                   | FNFL                           | Fin de carrière                                           |
| ----------- | ----------------------------------------- | ----------------------- | ----------------------------- | ---------------------------- | ------------------------------ | --------------------------------------------------------- |
| Chasseur 5  | Ateliers et Chantiers de France Dunkerque | 3 avril 1939            | 1940                          |                              | 3 juillet 1940 Carentan (Q005) | naufrage le 21 décembre 1943                              |
| Chasseur 6  | Ateliers et Chantiers de France Dunkerque | 18 juillet 1939         | 1940                          | 3 juillet 1940               |                                | coulé le 11 octobre 1940                                  |
| Chasseur 7  | Ateliers et Chantiers de France Dunkerque | 10 novembre 1939        | 1940                          | 3 juillet 1940               |                                | coulé le 11 octobre 1940                                  |
| Chasseur 8  | Ateliers et Chantiers de France Dunkerque | 27 janvier 1940         | 1940                          | 3 juillet 1940               | 3 juillet 1942 Rennes (Q008)   | coulé le 13 juillet 1942                                  |
| Chasseur 9  | Forges et Chantiers de la Méditerranée    | 12 janvier 1940         | 1940                          |                              |                                | coulé le 21 mai 1940                                      |
| Chasseur 10 | Forges et Chantiers de la Méditerranée    | 1939                    | 1940                          |                              | 3 juillet 1940 Bayonne (Q010)  | vendu le 4 novembre 1948                                  |
| Chasseur 11 | Forges et Chantiers de la Méditerranée    | 1939                    | 1940                          | 3 juillet 1940 CH-11 Pologne | 5 février 1941 Boulogne (Q011) | démoli le 23 novembre 1948                                |
| Chasseur 12 | Forges et Chantiers de la Méditerranée    | 12 janvier 1940 1939    | 1940                          |                              | 3 juillet 1940 Bénodet (Q012)  | démoli en 1954                                            |
| Chasseur 13 | Ateliers et Chantiers Worms Le Trait      | 1939                    | 1940                          |                              | 3 juillet 1940 Calais (Q013)   | vendu en 1949 Syrie                                       |
| Chasseur 14 | Ateliers et Chantiers Worms Le Trait      | 1939                    | 1940                          |                              | 3 juillet 1940 Diélette (Q014) | démoli le 6 mai 1952                                      |
| Chasseur 15 | Ateliers et Chantiers Worms Le Trait      | 12 janvier 1940 1940    | 1940                          | 3 juillet 1940 CH-15 Pologne | 5 février 1941 Paimpol (Q015)  | démoli en 1949 6 mai 1952                                 |
| Chasseur 16 | Ateliers et Chantiers Worms Le Trait      | 8 juin 1940             | inachevé                      |                              |                                | sabordé le 18 juin 1940                                   |
| Chasseur 17 | Forges et Chantiers de la Méditerranée    | 1939                    | juin 1940 : RA 3 Kriegsmarine |                              |                                | 1945 : Chasseur 17 vendu en 1952 Syrie                    |
| Chasseur 18 | Forges et Chantiers de la Méditerranée    | 1939 :RA 4 Kriegsmarine | 1941 : Chasseur 18            |                              |                                | sabordé le 16 août 1944                                   |
| Chasseur 19 | Forges et Chantiers de la Méditerranée    | 1939 :RA 5 Kriegsmarine | 1941 : France                 |                              |                                | sabordé en 1944 renfloué en 1946 : CH-705 réformé en 1954 |
| Chasseur 20 | Forges et Chantiers de la Méditerranée    | 1939 : Kriegsmarine     | 1941 : France                 |                              |                                | sabordé en 1944                                           |
| Chasseur 21 | Forges et Chantiers de la Méditerranée    | 1939 : France           | 1946 : P705                   |                              |                                | démoli en 1954                                            |